# 어도비 익스피리언스 매니저
어도비 익스피리언스 매니저(Adobe Experience Manager)는 포괄적인 콘텐츠 관리 솔루션이다. 이 솔루션은 모바일 앱은 물론 웹 사이트 구축 도구를 제공하며, 페이퍼리스 양식 및 고객 커뮤니케이션 옵션을 포함하는 동적 디지털 경험을 만드는 데 활용할 수 있다. 또한 텍스트뿐만 아니라 이미지, 오디오, 비디오와 같은 콘텐츠를 관리하는 디지털 자산 관리 시스템이 포함되어 있다. Adobe Experience Manager는 Adobe Experience Manager Sites, Adobe Experience Manager  Assets, Adobe Experience Manager Forms으로 판매된다.
Adobe Experience Manager는 오픈 소스 표준을 기반으로 구동되며 Java로 구축되었다. 이를 통해 소셜 커뮤니티, 워크플로우, 프로젝트를 포함한 광범위한 디지털 리소스 관리를 지원한다.

## 이력
Adobe Experience Manager는 Day Software사가 개발 및 소유한 Day CRX 제품군의 콘텐츠 관리 시스템의 하나로 탄생하였다. Day Software는 1993년 설립되어 2010년 Adobe에 인수되기까지 다양한 버전의 CMS 제품을 개발해왔다. Adobe는 Adobe Experience Manager를 포함하여 CRX를 기반으로한 제품들을 다수 이어 개발했다.
Adobe는 전반적으로 관리 경험 제품에 집중하고자 하는 행보의 일환으로 Day Software를 인수하였다. 해당 인수는 Adobe가 훨씬 대규모의 Omniture를 인수한 이후에 이루어진 것으로, 이러한 모든 리소스의 통합을 통하여 Adobe는 디지털 자산 관리 영역에서의 성장을 촉진할 수 있었다.
Adobe는 2020년 1월 13일 클라우드 서비스를 통한 Adobe Experience Manager를 사용할 수 있게 되었다고 발표했다. 따라서 클라우드 네이티브 서비스로의 이전을 통해 마케팅 및 IT 전문가에게 더 빠른 가치 실현 시간, 클라우드 민첩성, 경험 최적화, 옴니채널 경험 등 다양한 이점을 제공할 수 있게 되었다. 해당 인수 발표는 Bloomberg 및 ComputerWorld를 포함한 수많은 매체의 언론 보도를 이끌어냈다.

### Adobe Experience Manager. adobe.com.
Adobe는 2011년 Adobe Day CQ 5.4라는 이름으로 새로운 관리 하에 CMS 제품을 출시했다. 이 버전에서는 iPad 및 iPhone, 보고, 주석, 비디오 및 캐로셀 컴포넌트, 워크플로우, 포럼, 커뮤니티 콘솔, 프로필 및 기타 여러 DAM 리소스를 통해 모바일 장치용 웹 사이트 관리가 가능하도록 했다.
Adobe는 2012년 해당 솔루션을 5.5 버전으로 업데이트했다. 이 업데이트에는 신규 아키텍처, 실행취소/재실행 편집 기능, 기타 Adobe 제품과의 통합 및 향상된 캠페인 관리자는 물론 기타 여러 기능이 포함되었다. Adobe는 더 많은 기능 또는 업그레이드된 기능을 탑재한 신규 버전을 릴리스하면서 해당 제품을 지속적으로 업데이트하였다. 그러나 2013년 릴리스에 이르러서는 Adobe Experience Manager 5.6라고 명명함으로써 Day CQ의 이름에서 벗어났음을 표방하였다. Adobe Experience Manager 추후 버전들이 계속 릴리스되어 2018년에는 Adobe Experience Manager 6.4까지 이르렀다.
이어 2019년 12월에는 6.5 버전이 출시되었다. Adobe Experience Manager 6.5 릴리스에서는 1,345 건의 개선 사항과 수정 사항이 추가되었다. 여기에는 코드 및 업그레이드 릴리스가 모두 포함되어 있었다.
가장 최근 릴리스는 버전이 없는 클라우드 서비스로서의 AEM 릴리스이다. 이 버전부터는 매일 업데이트되므로 더는 버전을 병기할 필요가 없게 되었다.  Adobe는 분기별 서비스 팩 업데이트를 통해 Managed Services 및 직접 설치로 호스팅되는 AEM 6.5에 기능과 혁신을 계속 추가한다.

## 제품 기능 및 통합
Adobe Experience Manager는 엔드투엔드 고객 경험 솔루션 관리자인 Adobe Experience Cloud의 일부이다. Adobe Experience Manager는 다음과 같은 세 가지 제품으로 구성된다.
- Experience Manager Sites: 모바일 및 웹, SPA, PWA, 화면, XML 문서 모두를 위한 콘텐츠 관리 시스템(CMS)
- Experience Manager Assets: 이미지, 비디오 및 기타 디지털 리소스의 중앙 관리를 지원하는 디지털 자산 관리(DAM) 시스템으로, 자산 배포용 Brand Portal, 리치 미디어 자동 변환을 위한 Dynamic Media, 요소 식별 및 태그 지정을 지원하는 머신 러닝 기능을 포함
- Experience Manager Forms: 모든 채널에서 가입 등록 절차에 사용되는 디지털 양식 및 워크플로우의 개발 및 관리를 지원하며, 인공지능 및 머신 러닝을 이용하여 양식 전자화, 전자 서명 및 정보 수집을 자동화하여 개인 커뮤니케이션 및 기타 목적으로 사용

Adobe Experience Manager 개발 활동을 수행하려면 코딩 및 기타 스킬을 갖추어야 한다. 개발자는 HTML, CSS, HTL, JavaScript, Java를 능숙하게 다루어야 한다. Adobe Experience Manager는 Amazon SNS 연결, ExactTarget, Microsoft Translator, Salesforce, Facebook Connect, Twitter, YouTube, BrightEdge Content Optimizer 등의 기타 고객 서비스, 마케팅 및 세일즈 솔루션과 즉시 통합할 수 있다.
Adobe Experience Manager는 Adobe Sensei를 활용하여 머신 러닝을 이용하여 서로 다른 레이아웃으로 이미지 또는 비디오 자르기, 마스터 텍스트에 변화 주기, 자산 찾기 기능 및 다음을 포함한 기능 향상을 위한 메타데이터 적용을 통해 작업을 처리한다.
- Adobe Asset Link Extension: 콘텐츠 작성자가 창의적인 컨텍스트를 벗어나지 않고도 쉽게 관련 자산을 찾아 링크하거나 관련 자산을 포함할 수 있음[7]
- Adobe Stock: 수백만의 고품질 이미지, 벡터, 비디오 및 기타 시각적 미디어 자료 제공[7]
- Brand Portal: 회사의 브랜드 콘텐츠 및 기타 자산을 바로 비즈니스 파트너에게 지원할 수 있도록 지원[7]
- Smart Crop: 다양한 웹 사이트 버전 및 페이지에 필요한 이미지 개발 업무를 줄여줌[7]
- 6.5 버전(7) 업그레이드로 콘텐츠 조각 전송 지원
- 6.5 버전(7) 업그레이드에는 개발 시간을 단축하는 양식 재사용 워크플로우 기능도 포함

Adobe Experience Manager는 또한 6.5 버전에서의 헤드리스 CMS 업데이트를 통하여 하이브리드로도 작동할 수 있게 되었다. 디지털 자산은 프리젠테이션에서 테더링되지 않으므로 여러 채널 및 플랫폼에 걸쳐 프리젠테이션을 통해 별도의 DAM에서 자산 관리가 가능하다.

## 참조
1. ↑  https://helpx.adobe.com/legal/product-descriptions/adobe-experience-manager-managed-services.html
2. ↑  “Adobe Experience Manager Security Overview” (PDF).
3. ↑  “Adobe Announces Availability of Adobe Experience Manager as a Cloud Service” (미국 영어). 2020년 9월 11일에 확인함.
4. ↑  https://news.adobe.com/press-release/experience-cloud/adobe-announces-availability-adobe-experience-manager-cloud
5. 1 2  Ahlawat, A. (2016년 12월 6일). “Adobe AEM History”.
6. ↑  https://helpx.adobe.com/experience-manager/6-5/forms/user-guide.html
7. 1 2 3 4 5  Sharif, A. (2019년 6월 19일). “Top 10 Features of Adobe Experience Manager 6.5.”.
8. ↑  https://docs.adobe.com/content/help/en/experience-manager-cloud-service/release-notes/release-notes/release-notes-current.html
9. ↑  Polly, M. (2019년 3월 21일). “How Adobe Experience Cloud Impacts Customer Experience: PT 2.”. [깨진 링크(과거 내용 찾기)]
10. ↑  Shaouy, B. (2017년 6월 1일). “Comparing Drupal and Adobe Experience Manager, Part 2 of 2.”.
11. ↑  “Integrating with Third-Party Services”. 2020년 9월 11일에 확인함.